# Carlo Riccardi

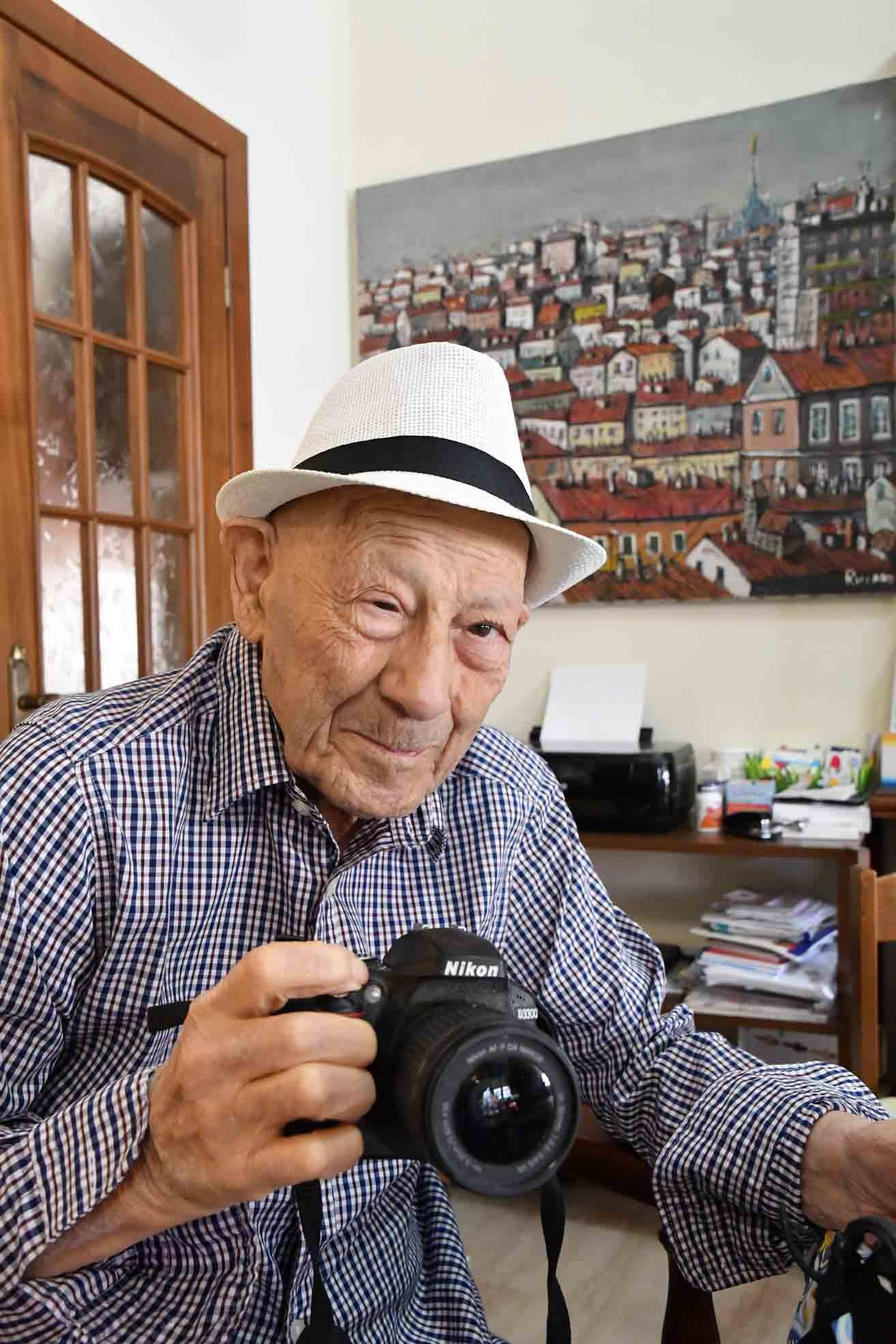
Carlo Riccardi a 95 anni

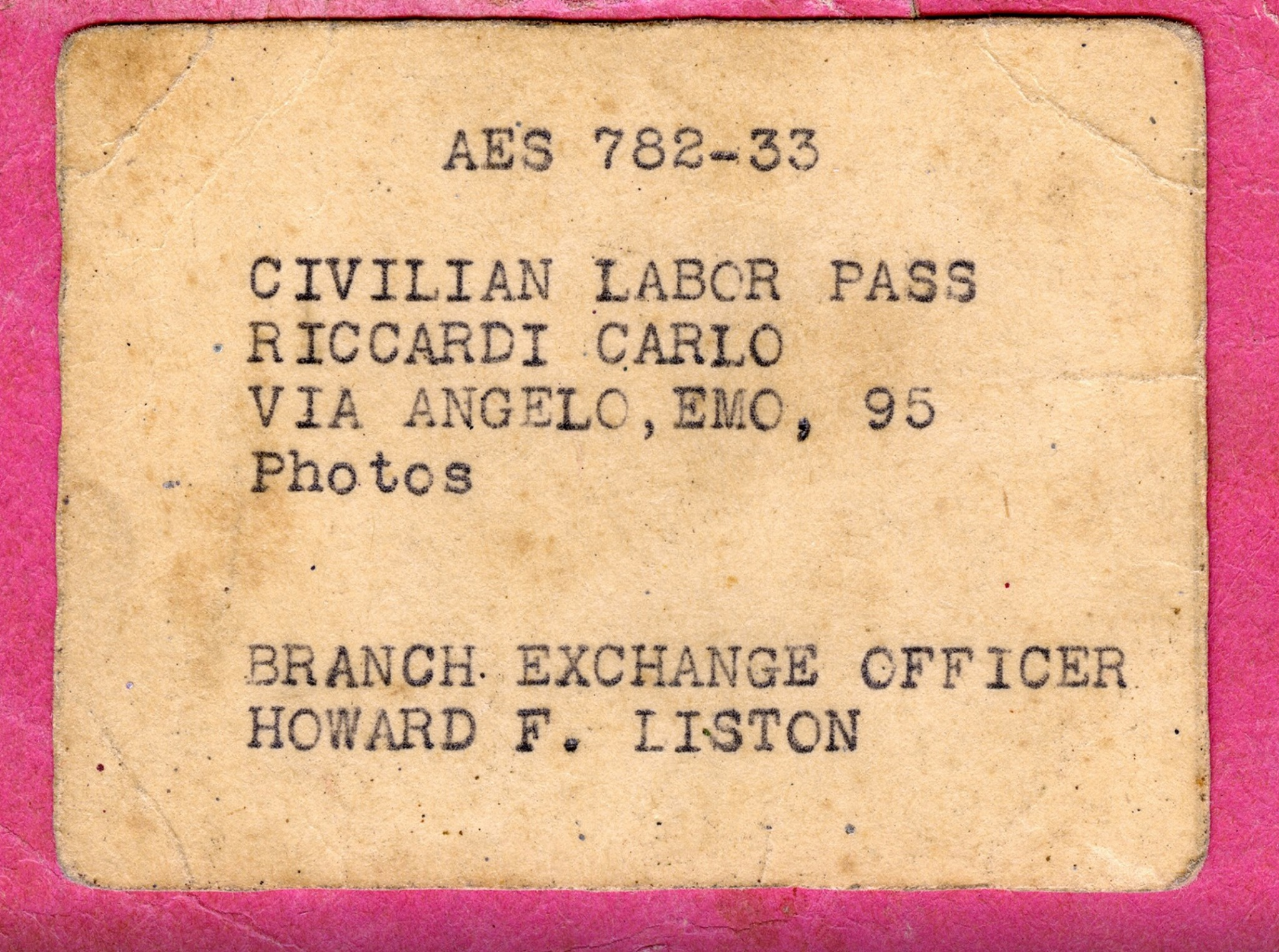
Tessera di fotografo firmata dal Gen. USA Liston (1944)

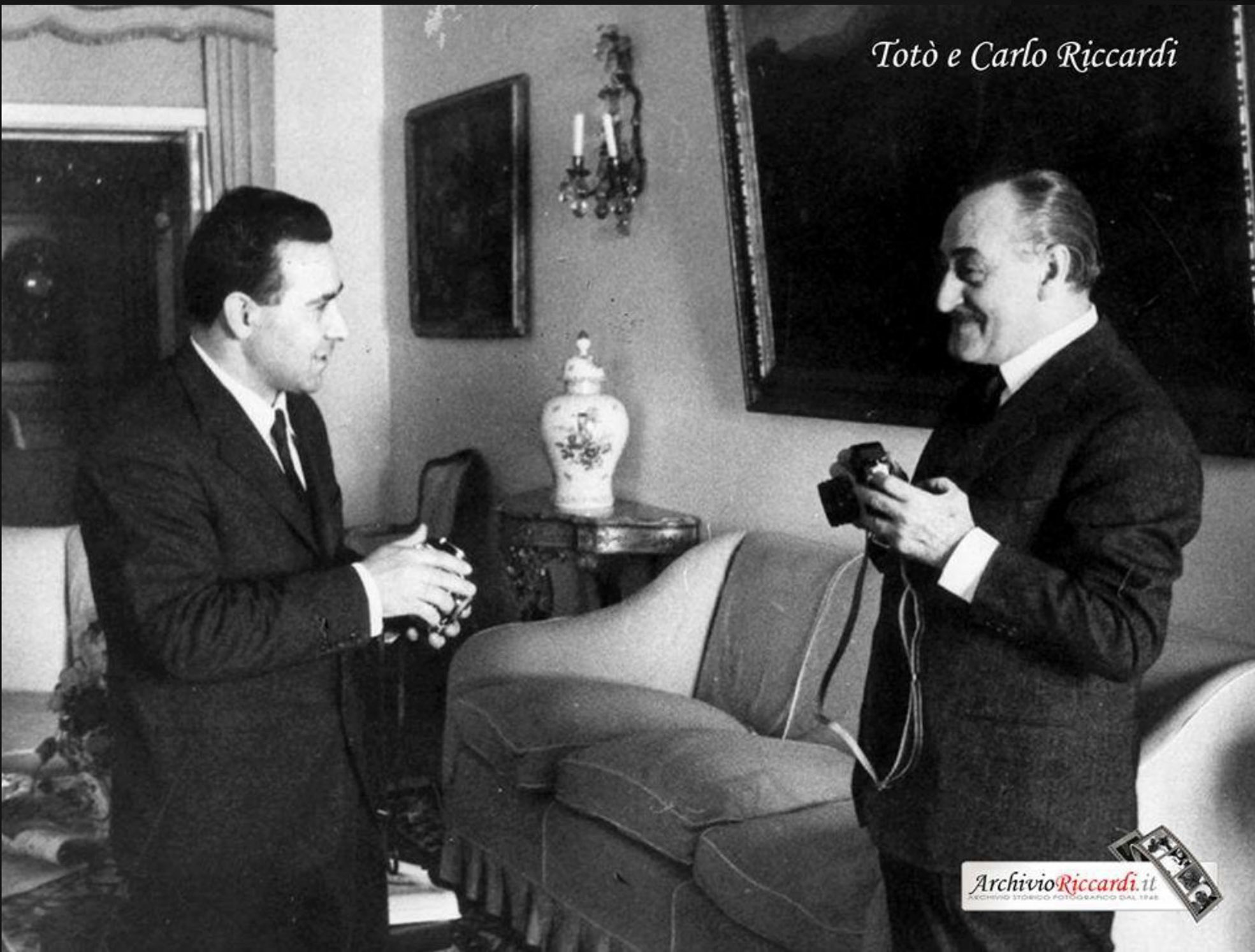
Totò con Carlo Riccardi

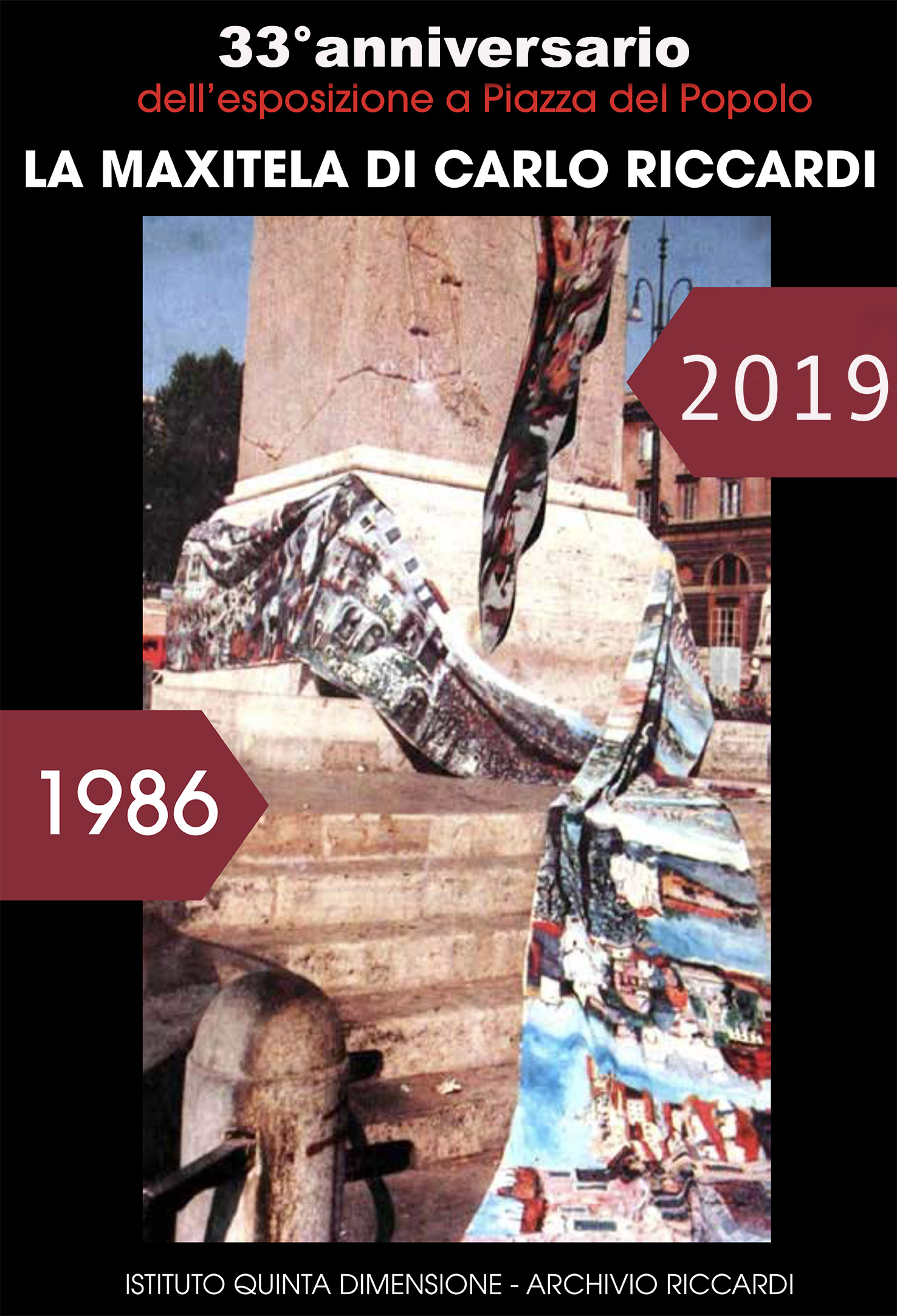
33º anno della Maxitela di Carlo Riccardi a Piazza del Popolo

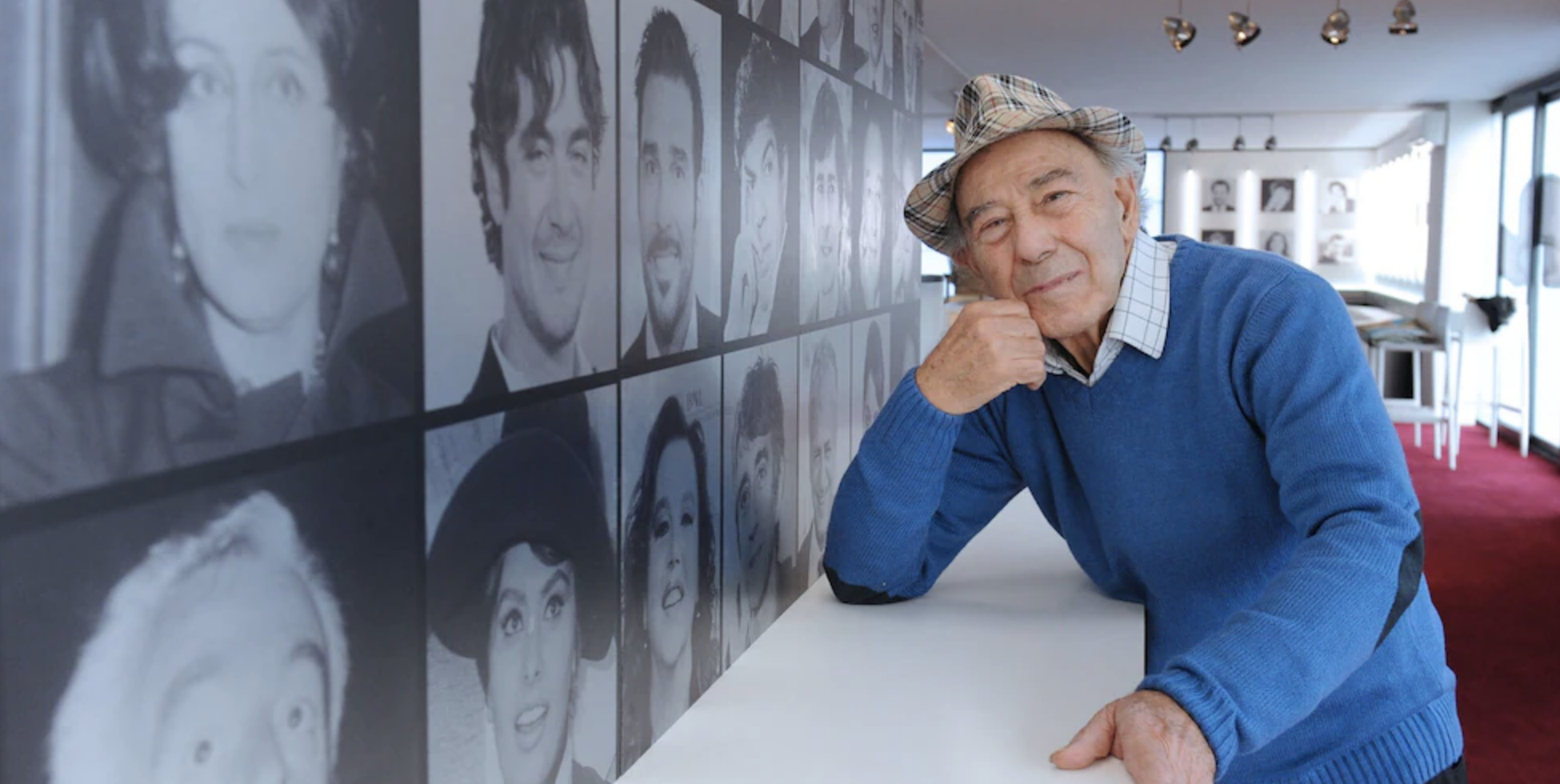
Carlo Riccardi

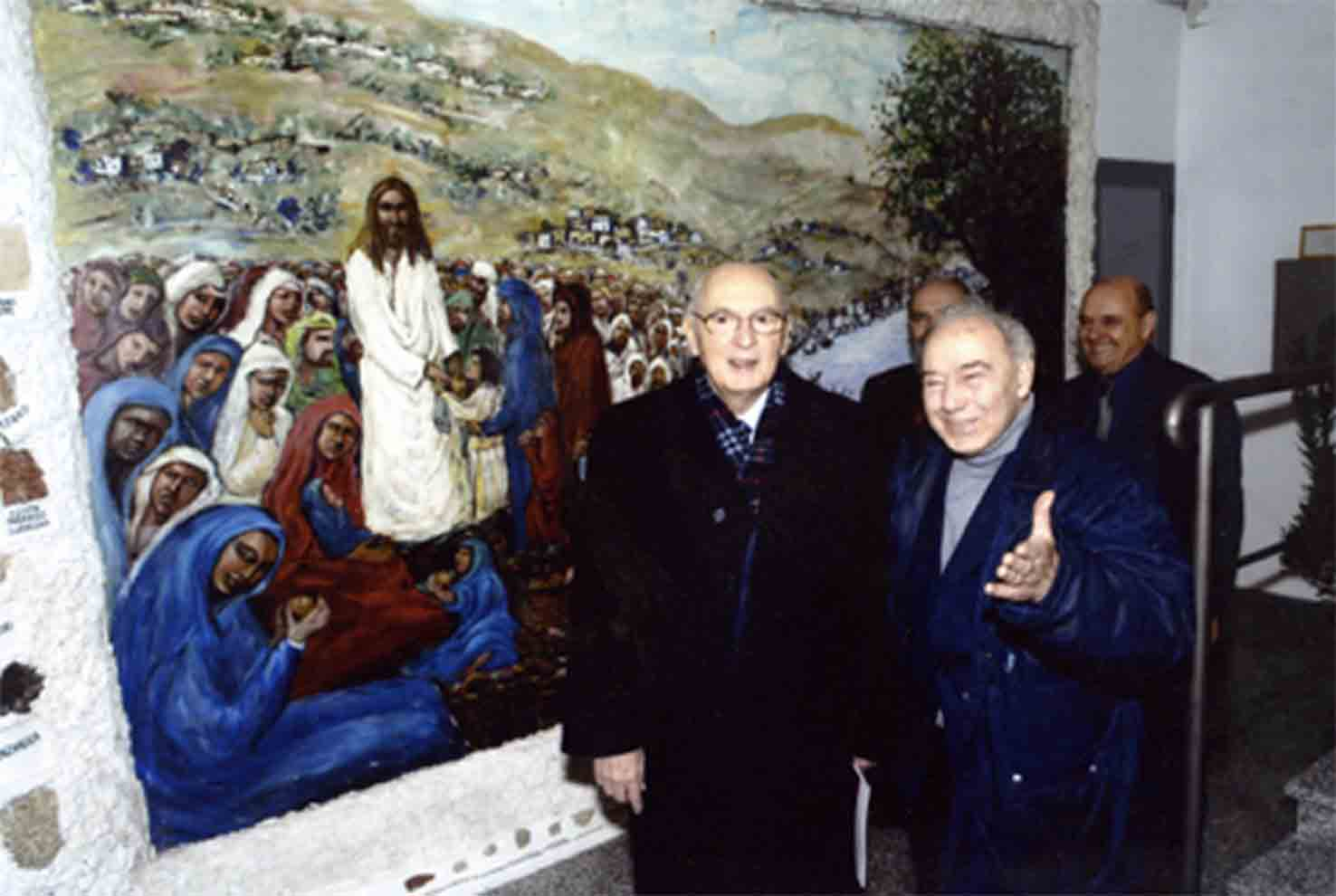
Giorgio Napolitano e Carlo Riccardi

Carlo Riccardi (Olevano Romano, 3 ottobre 1926 – Roma, 13 dicembre 2022) è stato un fotografo, fotoreporter e pittore italiano.

## Biografia
Arrivato a Roma comincia a lavorare giovanissimo come ritoccatore in uno studio di fotopittura. Nel '44 segue le truppe americane a Napoli nel ’45 torna a Roma e lavora presso il Rest Center del Foro italico dove fotografava e colorava le stampe per venderle ai militari che le spediscono in Usa; lì incontra il giovane Federico Fellini che all’epoca disegnava le caricature per venderle ai militari. I due diventano prima concorrenti poi amici.
Ha accompagnato divi, politici, papi, ma anche gente comune attraverso oltre settant’anni di Storia d’Italia, ed è stato il primo a immortalare Greta Garbo in Italia. Suoi scatti sono stati esposti in molte mostre dedicate a vari aspetti della vita italiana, dal 1945 in poi documentando la vita sociale, l'economia, il sindacato, la vita dei campi e la "dolce vita".
Molte le mostre fotografiche in tutto il mondo, fra le quali ricordiamo quelle permanenti sulla “Dolce Vita” a Parigi e Pechino; tra le esposizioni dedicate ai personaggi italiani: Aldo Moro - Memoria politica e Democrazia,  Vittorio de Sica, Pier Paolo Pasolini, Sophia Loren, Totò, Claudia Cardinale, Nino Manfredi. Mostre storiche e sociali: 1965: The Beatles in Rome,On/Off stage '50-'60 quando Roma era un set.”  I Trattati di Roma la nascita dell'Europa, , Il Popolo della Repubblica, ,1965, I sindaci di Roma, Italia al Voto, Donne&Lavoro , I Papi Santi  
Alcune sue foto di Gary Cooper e Jayne Mansfield sono conservate nella biblioteca Nazionale Centrale di Firenze.
Le sue foto sono state in mostra alla festa del Cinema di Roma per diverse edizione nello spazio BNL Paribas e hanno partecipato varie volte alla manifestazione "L'Isola del Cinema". La sua foto di Totò è stata esposta al MIA Photo Fair nello spazio BNL.
Con il figlio Maurizio ha deciso di rendere pubblico, tramite l'agenzia giornalistica AGR da lui fondata il suo immenso patrimonio fotografico, raccogliendo il tutto in un grande archivio (circa tre milioni di negativi originali di foto fatte dal 1945/46 in poi), certificato dalla Sovrintendenza Archivistica del Lazio.
Franco Marini, presidente del Senato e Segr. Generale della Cisl, ha scritto su di lui il libro Carletto Riccardi. Una vita significativa, nella Roma del Secondo 900. Alcune citazioni: "Una curiosità inesauribile e fantasiosa ed un interesse sociale a 360 gradi: dalla Dolce vita alla grande politica italiana, coi suoi fasti e coi suoi drammi". "Un rapporto speciale e costante col movimento dei lavoratori e le sue lotte rivendicative: in specie con la Cisl, fin dalla sua fondazione, con Giulio Pastore all'Adriano".
Ferdinando Imposimato (magistrato, politico e avvocato italiano, presidente onorario aggiunto della Corte suprema di cassazione): Carissimo Carlo Riccardi, sono fiero di essere italiano perché ci sono artisti grandi e generosi come lei.

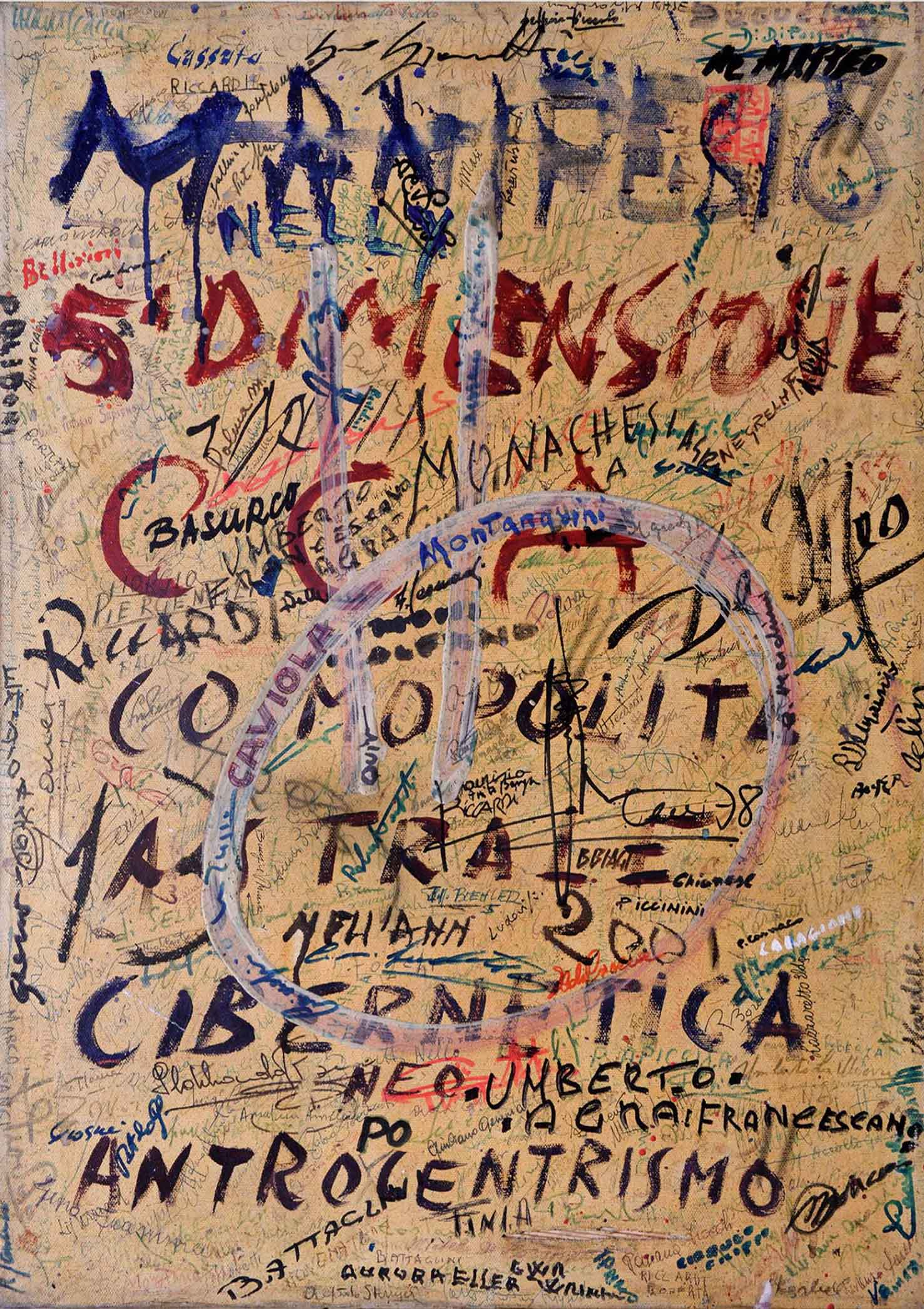
Manifesto della Quinta Dimensione

Negli anni sessanta crea la rivista "Vip Very Important Person" e ne prende la direzione editoriale. Negli anni '80 fonda l'Accademia del Risorgimento e l'Accademia Nuova Aurora.
Muore in una clinica romana il 13 dicembre 2022 all'età di 96 anni. Il funerale, presenti tanti amici e colleghi, è stato celebrato il 15 dicembre nella Chiesa degli artisti in piazza del Popolo a Roma.

## Carlo Riccardi pittore
Carlo Riccardi comincia a curiosare nel mondo dell’arte osservando i pittori tedeschi ed inglesi ospitati da suo padre Mario nella casa di campagna ad Olevano Romano, meta privilegiata di artisti stranieri. Ancora oggi Olevano Romano ospita “Casa Baldi”, la residenza dei borsisti nominati dai Ministeri della Pubblica Istruzione dei Länder, gestita dall'Accademia Tedesca. Al suo arrivo a Roma, Saro Mirabella, maestro di Renato Guttuso, gli insegna a dipingere ed a ritoccare le fotografie. Fotografando le opere, fa amicizia con pittori che, di lì a breve, si sarebbero affermati sempre più. Ricordiamo Corrado Cagli, Giorgio De Chirico, Pericle Fazzini, R. Guttuso medesimo, Sante Monachesi, e Luigi Montanarini, i quali lo spingono a continuare a sperimentare la sua arte.
In quegli anni fonda la galleria Le Scalette Rosse diventato luogo di ritrovo di artisti, oggi Spazio5 - via Crescenzio 99/d, a pochi metri da piazza del Risorgimento - a Roma. Dipinge, scrive poesie, e, insieme ad altri intellettuali, fonda il movimento artistico “Quinta Dimensione”, l’ultimo manifesto pittorico del Novecento, firmato da oltre cinquanta artisti contemporanei.Negli anni Settanta, fondamentale sarà l’incontro con Karol Wojtyła (1920-2005), all’epoca arcivescovo di Cracovia, il quale lo ispirerà per un ambizioso progetto: dipingere venticinque quadri aventi come soggetto paesaggi e città polacche, in particolare Wadowice, città natale di Wojtyła medesimo, poi papa Giovanni Paolo II dal 1978 al 2005. Tali quadri verranno esposti nel ’78 nella mostra Cattedrali a Cracovia, omaggio al Papa, allestita nella chiesa romana di San Pio V e inaugurata dal Pontefice «venuto da lontano».
Negli stessi anni, ricopre anche la carica di Segretario Generale del Sindacato Artisti della Cisl.
A metà degli anni settanta ha inizio la sua avventura come compositore di maxi-tele: espone le sue opere (lunghe cento, duecento, a volte trecento metri, e raffiguranti scorci di paesi e monumenti italiani) nelle maggiori città storiche, con l’obiettivo di sensibilizzare l’opinione pubblica alla salvaguardia e conservazione del patrimonio artistico del nostro Paese.
Nel 1979 Carlo Riccardi realizzò un murales presso il Presepe dei Netturbini, che rappresenta il miracolo della moltiplicazione dei pani e dei pesci; il murales al fianco del presepe negli anni è stato visitato da oltre 2 milioni di persone e da molte personalità tra le quali: Papa Giovanni Paolo II, Il Presidente Giorgio Napolitano e Presidenti esteri in visita al Presepe dei netturbini romani
Il 15 agosto 1986 avvolge l’obelisco di piazza del Popolo con la sua opera pittorica: una tela lunga cento metri raffigurante la città di Roma e le numerose scene di lavoro che all’epoca era facile incontrare per le sue vie. Il 16 agosto 2016, in occasione del trentesimo anniversario di quell’opera, quella stessa piazza è stata avvolta da un’altra Maxitela dipinta da un intramontabile Carlo Riccardi, dal titolo Diamoci una mano e dedicata alla cultura come mezzo di unione fra i popoli. Nei circa centotrenta metri di pittura è proprio la mano - riprodotta in mille colori e in numerose situazioni, ma sempre aperta, proprio a sottolineare il bisogno collettivo di incontro –
Carlo Riccardi dipinge su qualunque superficie e le sue opere, in un certo qual modo, portano l’osservatore in una sorta di nuova dimensione (la sua già citata “Quinta Dimensione”). Il francese Pierre Carnac, biografo del grande Salvador Dalì, scrisse: «Nel 4000 un solo quadro ricorderà il nostro tempo. Il cerchio luminoso di Carlo Riccardi». Fra le sue Maxitele a metraggio ricordiamo quelle esposte nella Romerplatz Rathaus di Francoforte, quella in piazza della Signoria a Firenze, nel Chiostro di San Domenico a Siena, al Lido di Ostia (RM), nel bosco della Serpentara a Olevano Romano. Notissima è la maxitela di ottocento metri dedicata alla Polonia, esposta nella Sala Nervi in Vaticano e inaugurata da Giovanni Paolo II.
Nel 2015 ha donato a Papa Francesco una sua opera per la Pace.
Ancora oggi le sue tele continuano a fare il giro del mondo. Un uomo e un artista che, con la sua vita e la sua opera, ha dato un contributo fondamentale alla conservazione e valorizzazione della memoria della Storia d’Italia degli ultimi sette decenni.

## Opere a stampa
- Toto'... a prescindere attraverso l'obiettivo di Carlo Riccardi, Roma, Pagine, 2006
- Vittorio De Sica, Armando Editore
- Sophia Loren, "Se mi dice Bene", Armando Editore
- San Giovanni XXIII, Armando Editore
- “IT’S A NIKON, IT’S AN ICON”, inserito tra i 100 fotografi scelti da Nikon per il volume sui 100 anni della famosa fotocamera
- "Italia al voto: quando il web era la strada"
- ”I Papi Santi- Giovanni XXII e Giovanni Paolo II
- Vita da Strega "gli anni d'oro del Premio Strega"
- “Donne & Lavoro con foto dal 1949 al 2009
- Il Popolo della Repubblica
- Roma | Miseria Bellezza Coraggio - Archivio Riccardi
- ALDO MORO. MEMORIA, POLITICA, DEMOCRAZIA